# Johan Hindrich Bulau
Johan Hindrich Bulau, född cirka 1719, död 20 september 1779, var en tysk oboist och fagottist. Bulau kom till Sverige 1743 som medlem i Adolf Fredriks kapell. Han anställdes i Hovkapellet vid Adolf Fredriks trontillträde 1751 då de två kapellen slogs ihop. Bulau medverkade flitigt som konsertsolist åren 1758-1769. Han konserterade även i Göteborg hösten 1769.